# Fanny Bunand-Sevastos
Theophania Camille Bunand, épouse Chipman connue sous le nom de Fanny Bunand-Sevastos, née à Asnières le 14 février 1905 et morte à Altamonte Springs le 1er août 1998, est une peintre et féministe française.

## Biographie
Élève de son oncle Antoine Bourdelle, modèle de La France, elle expose au Salon des Tuileries de 1927 à 1929. On lui doit des nus qu'Antoine Bourdelle conservait dans son atelier ainsi que des portraits et des paysages.
Elle épouse le 20 juin 1935 Norris Bowie Chipman, secrétaire d'ambassade des États-Unis en poste à Moscou depuis 1929, Fanny Bunand-Sevastos était par ailleurs célèbre comme féministe sous le nom de Fanny Chipman et participa à diverses commissions sur le droit des femmes comme secrétaire de l'exécutif.